# 渡辺文雄 (俳優)
渡辺 文雄（わたなべ ふみお、1929年10月31日 - 2004年8月4日）は、日本の俳優、タレント、エッセイスト。東京府東京市神田区東松下町（現：東京都千代田区神田東松下町）生まれ。

## 来歴・人物
旧制第二東京市立中学校（東京都立上野高等学校の前身）から旧制静岡高校（静岡大学の前身）を経て、1954年に東京大学経済学部を卒業し、電通に入社。翌年に電通から松竹に出向。1956年、出向先の松竹で小林正樹監督の映画『泉』に出演したことがきっかけで役者デビュー。その後電通を退社して松竹の専属俳優となる。この頃は、端整な顔立ちを生かしたヒロインの相手役が多かったが、本人はそれが嫌だったという。1961年、大島渚・小山明子らとともに松竹を退社し、創造社の結成に参加。以後、大島作品の常連俳優となる。1960年代後半から1970年代前半にかけて多くの東映ヤクザ映画で悪役として出演。仁義知らずの現代インテリヤクザの役が多かった。
『くいしん坊!万才』の初代リポーターとしても知られ、お茶の間にも広く顔が知れ渡るようになる。読売テレビの『遠くへ行きたい』のリポーターとしても知られ、2013年当時も同番組最多出演者の座にあった。これらの番組出演の経験を踏まえたエッセイも執筆しており、多くの著書がある。日本エッセイストクラブ会員。
2001年7月に飛騨・世界生活文化センター（岐阜県）の館長に就任。最晩年まで『遠くへ行きたい』や日本テレビの『おもいッきりテレビ』のゲストコメンテーター等、その知性を生かして多方面で活躍していたが、亡くなる約2か月前に体調不良を訴え入院。その際に肝臓癌であることが分かったが、入院から2週間後には意識混濁を起こすなど既に病状は末期症状を起こしており手の施しようがなかった。2004年8月4日午前1時47分に急性呼吸不全のため東京都内の病院で死去。74歳没。
妻は東京・赤坂の料亭『口悦』の女将渡辺純子。渡辺の死後も経営を続け、赤坂に残る数少ない昔ながらの料亭の一つとして親しまれたが、デジタルガレージの関連不動産会社ケィ・ジー3（代表・林郁）に売却し、2017年3月に閉店した。
栃木県知事を務めた政治家の渡辺文雄は同姓同名の別人で血縁関係も全くないが、両者とも1929年生まれかつ東京大学を卒業していることから混同されることがある。

## 出演作品

### 映画
- 1956年 俺は死なない（松竹）- 香川武久
- 1957年 母と子の窓（松竹）- 小石三郎
- 1957年 雲の墓標より 空ゆかば（松竹）- 坂井哲夫
- 1957年 青い花の流れ（松竹）- 古城泰介
- 1957年 黒い河（松竹）- 西田
- 1958年 彼岸花（松竹）- 長沼一郎
- 1958年 眼の壁（松竹）- 山本一夫 / 黒池健吉
- 1959年 どんと行こうぜ（松竹）- 桜井茂
- 1959年 愛と希望の街（松竹）- 勇次
- 1960年 青春残酷物語（松竹）- 秋本
- 1960年 日本の夜と霧（松竹）- 野沢晴明
- 1962年 夢でありたい（大映）- 鶴野清見
- 1965年 逃亡と掟（松竹）
- 1966年 とべない沈黙（東宝・ATG）- サラリーマン
- 1966年 白昼の通り魔 （創造社）- 原口刑事
- 1966年 女の賭場（大映）- 立花鉄次
- 1967年 兵隊やくざ 俺にまかせろ（大映）- 田沼参謀
- 1967年 組織暴力（東映）- 今西
- 1967年 解散式（東映）- 島村厳
- 1967年 柳ヶ瀬ブルース（東映）- 権藤隼人
- 1967年 若親分兇状旅 （大映）- 土屋信之
- 1967年 やくざ坊主（大映）- 勘助
- 1968年 日本暗黒史 情無用（東映）- 宮本
- 1968年 博徒解散式（東映）- 唐沢栄治
- 1968年 嵐に立つ（松竹）- 黒木隆
- 1968年 絞死刑（ATG）- 教育部長
- 1968年 日本侠客伝 絶縁状（東映）- 上野辰巳
- 1968年 帰って来たヨッパライ（松竹）- 毒虫
- 1968年 産業スパイ（東映）- 沢田清一郎
- 1968年 無頼非情（日活）- 古賀
- 1968年 不良番長（東映）- 大江徳道
- 1968年 ごろつき（東映）- 唐沢重吉
- 1969年 待っていた極道（東映）- 猿渡
- 1969年 旅に出た極道（東映）- 金華郎
- 1969年 現代やくざ 与太者仁義（東映）- 山崎
- 1969年 少年（ATG）- 父
- 1969年 組織暴力 兄弟盃（東映）- 武上万造
- 1969年 日本暴力団 組長と刺客（東映）- 土橋敦吉
- 1970年 血染の代紋（東映）- 大門要
- 1970年 無頼漢（東宝）- 森田屋清蔵
- 1970年 舶来仁義 カポネの舎弟（東映）- ジョオ出口
- 1970年 やくざ刑事 マリファナ密売組織（東映）- 夏井武
- 1970年 裸の十九才（東宝）- 野川
- 1971年 新女賭博師 壷ぐれ肌（大映）- 黒門松次郎
- 1971年 極悪坊主 飲む打つ買う（東映）- 河島臣輔
- 1971年 日本侠客伝 刃（東映）- 本堂
- 1971年 暴力団再武装（東映）- 正木警部
- 1971年 ごろつき無宿（東映）- 唐沢重吉
- 1971年 八月の濡れた砂（日活）- 亀井亀松
- 1971年 儀式（ATG）- 桜田進
- 1971年 日本悪人伝（東映）- モト弁
- 1971年 博徒斬り込み隊（東映）- 陣野行夫(大日本菊名会若衆頭・陣野組組長)
- 帝王シリーズ（東映）
  - 1971年 ポルノの帝王 - 日浦大五郎
  - 1972年 ポルノの帝王 失神トルコ風呂 - 風祭剛
- 1971年 関東テキヤ一家 浅草の代紋（東映）- 若林義市
- 1971年 現代ポルノ伝 先天性淫婦（東映）- 松村明人
- 1972年 麻薬売春Gメン（東映）- 大山泰造
- 1972年 子連れ狼 子を貸し腕貸しつかまつる（東宝）- 柳生備前守
- 1972年 傷だらけの人生 古い奴でござんす（東映）- 剣持
- 1972年 徳川セックス禁止令 色情大名 （東映）- 博多屋伝右ヱ門
- 1972年 昭和おんな博徒（東映）- 森戸五六
- 女囚さそりシリーズ（東映）- 郷田
  - 1972年 女囚701号 さそり
  - 1972年 女囚さそり 第41雑居房
- 1973年 桜の代紋（東宝）- 村越
- 1973年 やくざ対Gメン 囮 （東映）- 島崎益男
- 1973年 釜ケ崎極道（東映）- 石丸昌人
- 1974年 激突! 殺人拳（東映）- 牟田口連蔵
- 1974年 まむしの兄弟 二人合わせて30犯（東映）- 塚本
- 1974年 山口組外伝 九州進攻作戦（東映）- 海津健三
- 1974年 唐獅子警察（東映）- 上田信吉
- 1974年 三代目襲名（東映）- 朴基栄
- 1974年 わが道（近代映画協会）- 被告弁護士
- 1974年 あさき夢みし （ATG）- 富豪
- 1975年 日本任侠道 激突篇（東映）- 東金参次郎
- 1975年 まむしと青大将（東映）- 藤山玄竜
- 1975年 新幹線大爆破（東映）- 宮下公安本部長
- 1975年 告訴せず（東宝）- 木谷芳太
- 1975年 東京湾炎上（東宝）- 岩動達也[4]
- 1975年 動脈列島（東宝）- 野党の運輸委員
- 1975年 東京ディープスロート夫人（東映）- 河田
- 日本の首領シリーズ（東映）
  - 1977年 日本の首領 野望篇 - 田代圭三（千葉市 東都銀行頭取）
  - 1978年 日本の首領 完結篇 - 中神敬志（大石興産専務）
- 1978年 野性の証明（東映）- 吉田（栃木県警本部長）
- 1980年 ヒポクラテスたち（ATG）- 河本清三郎
- 1982年 キッドナップ・ブルース（ATG）- 屋台の主人
- 1983年 鍵 - 相馬博士
- 1987年 首都消失（東宝）- 小室達夫大阪府知事
- 1988年 ドグラ・マグラ（活人堂シネマ）- 警察署長
- 1995年 サンクチュアリ（シネウェーブ）- 伊佐岡巌
- 1997年 修羅がゆく6 東北激闘篇（Knack）- 滝沢一家四代目総長 滝沢信夫
- 2002年 修羅のみち4 北九州代理戦争（Knack）- 北九州連合玄竜会会長 洲崎司郎

### テレビドラマ
- 松本清張シリーズ・黒の組曲
  - 1962年 第3話「危険な斜面」
  - 1963年 第43話「失敗」- 津坂刑事
- 1963年 文芸劇場／にっぽん製
- 1964年 七人の刑事 第112話「春の愁い」
- 1964年 武田ロマン劇場／共犯者
- 1964年 美しい星
- 1964年 次郎物語 - 朝倉先生
- 大河ドラマ（NHK総合）
  - 1965年 太閤記 - 武田勝頼
  - 1966年 源義経 - 井家八郎
  - 1968年 竜馬がゆく - 松平春嶽
  - 1973年 国盗り物語 - 春日丹波守
  - 1975年 元禄太平記 - 南部直政
  - 1976年 風と雲と虹と - 平良文
- ザ・ガードマン（TBS）
  - 1965年 第9話「情事の終り」
  - 1965年 第23話「夜と昼の女」 - 徳永
  - 1966年 第42話「女の青い炎」
  - 1966年 第74話「黒部の叫び」
  - 1967年 第124話「ざくろ沼の恐怖」
  - 1968年 第167話「停年殺人」
  - 1970年 第263話「裏口入学は死を招く」
  - 1970年 第268話「荒野の殺人ラリー」
  - 1970年 第298話「大人を恨みます! 17才の心中」
  - 1971年 第303話「父親の子守唄で復讐が始まる」
  - 1971年 第318話「夫を盗まれた妻の復讐」
  - 1971年 第326話「年上の妻の華やかな犯罪」
  - 1971年 第335話「16歳で結婚! 女はつらいネ」- 陣馬組組長・白木
  - 1971年 第338話「負けられないわ! 娘と姑・女の戦争」
  - 1971年 第348話「今晩ワ! 私は死のセールスマン」
- ウルトラシリーズ（TBS）
  - 1966年 ウルトラQ 第15話「カネゴンの繭」- 中松工事監督（ヒゲおやじ）
  - 1968年 ウルトラセブン 第45話「円盤が来た」- 金子源
- 1966年 松本清張シリーズ／熱い空気 （KTV）- 稲村達也
- 銭形平次（CX）
  - 1966年 第11話「雨の中の男」- 岩造
  - 1969年 第174話「神かくし」- 田原屋伊兵ヱ
- 1967年 新吾十番勝負（TBS／松竹テレビ室）- 鬼頭一角
- 1967年 素浪人 月影兵庫 第2シリーズ 第27話「星は朝まで酔っていた」- 蘭方医・道三
- 1967年 ローンウルフ 一匹狼 第3話「花模様の女」
- 風 第5話「脅迫者」（1967年） - 谷刑部
- 光速エスパー 第19話「超能力を持つ少女」（1967年） - ユートピア号乗員
- 1968年 バンパイヤ（1968年 - 1969年）- 森村記者
- 1969年 上方武士道- 西郷吉之助
- 1969年 五番目の刑事 第9話「捜査・異常あり」- 早野警部
- 1970年 木下恵介・人間の歌シリーズ／俄 －浪華遊侠伝－ - 山田捨馬
- 1970年 男は度胸（NHK総合）- 水野忠之
- キイハンター (TBS)
  - 1970年 第143話「死刑台に棲む女」
  - 1971年 第151話「赤いカマキリは殺しの予告」- 永野
  - 1971年 第157話「キイハンター皆殺し作戦」- 鷲沢
  - 1971年 第182話「秘密指令 あの墓を射て!」- 高瀬
  - 1972年 第225話「真夏の夜、わたしを深く埋めて!」- 保坂教授
  - 1973年 第258話「生首を切られた男」- 香椎
- 1971年 大岡越前 第2部 第5話「生きていた男」（TBS）- 松田道十郎
- 1971年 弥次喜多隠密道中 第7話「秋葉の火祭り」
- 1972年 シークレット部隊 第17話「結婚の夜! 消えた花嫁」（TBS）
- 眠狂四郎
  - 1972年 第1話「夕焼けに肌が散る」
  - 1973年 第23話「謎の女は闇を恨んだ」
- 1972年 隼人が来る 第6話「黄金の沼」
- 1973年 アイフル大作戦 第14話「真夏に死人はスキーする!」（TBS）- 茜不動産社長
- 1973年 唖侍 鬼一法眼 第11話「怒濤の兄弟」- 駿河屋庄兵衛
- 1973年 非情のライセンス（第1シリーズ - 第3シリーズ、1973年 - 1980年、NET）- 警視庁捜査一課・橘警部
- 1974年 荒野の素浪人 第2シリーズ 第6話「影を斬る」
- 1974年 ふりむくな鶴吉 第8話「十手こぼれ萩」- 茂兵衛
- バーディー大作戦（TBS）
  - 1974年 第5話「キッスは殺しのパスポート」- 雪村春夫
  - 1975年 第42話「赤い唇 おとり捜査官」
- 1975年 傷だらけの天使 第15話「つよがり女に涙酒を」（NTV） - 中田
- 1975年 座頭市物語 第25話「渡世人」- 坂戸屋の重吉
- 1975年 破れ傘刀舟 悪人狩り 第32話「旗本雷馬族」- 三輪弾正
- 1975年 剣と風と子守唄 第6話「荒原の墓標」- 栗林外記
- 土曜ドラマ（NHK総合）
  - 1975年 松本清張シリーズ・事故 - 山西省三
  - 1977年 松本清張シリーズ・棲息分布 - 志波代議士
- 東芝日曜劇場
  - 1975年 式場の微笑
  - 1977年 愛のゆくえ…
  - 1977年 証明
  - 1978年 松本清張おんなシリーズ・馬を売る女 - 米村重一郎
  - 1979年 母娘
  - 1979年 ぼくはおふくろ
- 1976年 NHK特集／明治の群像 海に火輪を（NHK総合）- 黒田清隆
- 1978年 大追跡 - 多奈川警察庁・高岡巌 刑事部長
- 1978年 白い巨塔 - 真鍋貫治
- 1978年 柳生一族の陰謀 - 酒井備後守
- 1979年 新婚プラス1
- 1979年 土曜ワイド劇場／時効 一億円強奪! オニオコゼの追跡
- 1980年 もず（NHK総合）
- 1981年 木曜ゴールデンドラマ／闇の中の黄金 謎の国東半島殺人事件（読売テレビ）
- 1981年 裸の大将放浪記 第6話「嘘をつくと舌を抜かれるので」（KTV）- 鬚の男
- 1981年 ただいま放課後 第3シリーズ（CX） - 校長
- 1981年 発車オーライ（TBS）
- 1983年 海にかける虹〜山本五十六と日本海軍 - 米内光政
- 1984年 探偵物語
- 1990年 サントリー・ドラマスペシャル／失われた時の流れを
- 1992年　ドラマ特別企画「派閥人事」(TBS)
- 1993年 渡る世間は鬼ばかり 第2シリーズ（TBS）
- 1993年 ジェラシー - 杉村修造
- 1994年 この愛に生きて - 江波田茂樹
- 1994年 静かなるドン 第2話「新鮮組三代目総長の初仕事」
- 1995年 大地の子（NHK総合）- 狭間信一
- 1996年 おいしい関係（CX）- 藤原晴彦
- 1996年 月曜ドラマスペシャル／出世と左遷
- 2001年 女と愛とミステリー／純情商店街 ゆうれい殺人事件
- 2002年 衛星ドラマ劇場 ビタミンF（NHK BS2） - 富夫
- 2005年 金融腐蝕列島「再生」 - 鈴木一郎

### 吹き替え
- 1963年 わが道を行く テレビドラマ （1963年 - 1964年、NHK総合）- ジョージ（演：リチャード・ロング）
- 1975年 八点鐘が鳴るとき（日本テレビ版） - スクーラス（演：ジャック・ホーキンス）

### ドラマ以外（バラエティ・クイズ・情報番組など）
- 連想ゲーム（1979年 - 1988年、NHK総合） ※ヒントを出すキャプテンから遠いところで回答する「勝ち抜きゲーム」では聞き耳を立て「んー?」と聞き返すことが多かった
- 遠くへ行きたい （読売テレビ）- 最多出演者
- くいしん坊!万才（フジテレビ）- 初代リポーター
- おはようしずおか（静岡県民放送（現：静岡朝日テレビ））
- クイズ列車出発進行（TBS）
- アップダウンクイズ（毎日放送） - クイズ番組司会者特集
- そこが知りたい（TBS）- 通勤線途中下車の旅シリーズ

### CM
- キッコーマン めんみ（1978年）[5]、かつおだし（1981年）
- 1981年 ロート製薬 新パンシロン
- 1983年 大鵬薬品 ソルマック（1983年 - 1992年）[6]
- 富士産業 カイアポ
- 日かつ連

### パイロットフィルム
- 光速エスパー

## 著書
- 『渡辺文雄のくいしん坊!万才』毎日新聞社, 1976
  - 『渡辺文雄のくいしん坊旅行』〈旺文社文庫〉1984年1月。NDLJP:12103089。
- 『渡辺文雄のないす・がいど』武揚堂, 1977.11
- 『渡辺文雄の続くいしん坊!万才』毎日新聞社, 1977.5 
  - 『渡辺文雄のごちそう手帖』旺文社〈旺文社文庫〉、1984年2月。NDLJP:12102012。
- 『渡辺文雄の旅から旅へ』芙蓉書房〈芙蓉ブックス〉、1977年7月。NDLJP:12275131。
  - 『渡辺文雄の旅から旅へ』旺文社〈旺文社文庫〉、1983年7月。NDLJP:12278380。
- 『あの味この味・ふる里隠れ味』作品社、1981年10月。NDLJP:12104140。
- 『百歩百味・日本の味』作品社、1981年2月。NDLJP:12287594。
- 『美味は海にあり』講談社、1982年10月。NDLJP:12107486。
- 『風景・三六〇度』花曜社, 1984.9
- 『甘口辛口・足まかせ』花曜社、1985年9月。NDLJP:12102648。
  - 『甘口辛口・足まかせ』広済堂文庫、1987年2月。NDLJP:12101239。
- 『人間が大好きだ テレビ的人生論カタログ』講談社、1986年3月。NDLJP:12257511。
- 『小さなつむじ風 旅・食・人』ぎょうせい, 1987.5
- 『江戸っ子は、やるものである。』みずうみ書房, 1988.7　(PHP文庫) 1995.1
- 『地酒で乾杯 とちぎに生きる』ぎょうせい, 1990.12
- 『渡辺文雄のおいしい魚の話』リバティ書房, 1990.5
- 『「日本の味」雑学おもしろ話』 (知的生きかた文庫) 三笠書房, 1991.2
- 『美味・列島縦断 本物を求めて』(ベジタブックス) Vegeta編集部 企画・編集. 誠文堂新光社, 1991.3
- 『舌つづみ各駅停車 こんなところにこんな味』主婦と生活社, 1992.10  グルメ文庫 角川春樹事務所, 2004.10
- 『味な旅があるものだ 足の向くまま百味百想』主婦と生活社, 1993.6
- 『道 たびびと日記』青竜社, 1994.1
- 『なっとく!味のすぐれもの』主婦と生活社, 1994.7
- 『地酒で乾杯 続』ぎょうせい, 1996.2
- 『旅でもらったその一言』岩波書店, 1997.11 岩波現代文庫、2002
- 『渡辺文雄の味はつらつ』読売新聞社, 1997.6
- 『あっちへ行ったりこっちを見たり 諸国探訪・俳諧記』朝日新聞社, 1999.4
- 『渡辺文雄のどこへ行っても美味珍味』同朋舎, 1999.5 「どこへ行っても美味珍味」グルメ文庫 角川春樹事務所, 2005.4
- 『渡辺文雄の仕事部屋訪問 対談集』(JAVADA選書) 中央職業能力開発協会, 2002.12
- 『仕事の原点 : 渡辺文雄の職人紀行 対談集』(Javada選書) 中央職業能力開発協会, 2004.2
- 『わたしの旅人生「最終章」』アートデイズ, 2005.2

### 共編著
- 『豪快男の鍋料理 釣って,さばいて,鍋にして』甲斐崎圭共著 (オレンジバックス) 講談社, 1985.3
- 『男の基本料理 プロの技に学ぶ』山本益博共編著. 講談社, 1987.7
- 『全図解マグロをまるごと味わう本 日本の食を考える』編 (カッパ・ビジュアル) 光文社, 1991.1
- 『日本の名随筆 別巻 19　蕎麦』編 作品社, 1992.9
- 『快老のすすめ 素晴しきかな人生』俵萠子,高野悦子,塩田丸男,相川浩共著. 小学館, 1995.10
- 『日本美食紀行』編・監修. アートデイズ, 1996.4 小学館文庫 1998.1

翻訳
- L.J.ハリス『ガーリック・ブック』ブックマン社, 1979.9